# 춘란배 세계 바둑 선수권 대회
춘란배 세계 바둑 선수권 대회(春蘭杯世界職業圍棋錦標賽), 약칭 춘란배는 1998년 창설된 국제 기전이다. 제1회~제3회 까지는 매년제로 열렸으나, 제4회 대회부터는 격년제로 열린다. 중국기원이 주최하며, 에어컨 전문회사 춘란그룹의 협찬을 받는다.

## 대회 형식
예선 통과자 21명(중국 8명, 일본 5명, 대한민국 4명, 대만 2명, 북미 1명, 유럽 1명)과 전기 대회 시드 3명 등 총 24명이 본선 토너먼트를 통해 승부를 가린다. 본선은 단판제로 치러지며, 결승전은 3번기이다. 제한 시간 2시간 25분, 초읽기 1분 5회가 주어지며, 덤은 7집 반, 계가는 중국식의 중국룰로 적용된다.
우승자는 15만 달러, 준우승자는 5만 달러를 받는다.

## 역대 우승자
| 회수 | 연도      | 우승          | 전적 | 준우승           |
| ---- | --------- | ------------- | ---- | ---------------- |
| 1    | 1998-1999 | 조훈현 九단   | 2-1  | 이창호 九단      |
| 2    | 1999-2000 | 왕리청 九단   | 2-1  | 마샤오춘 九단    |
| 3    | 2000-2001 | 유창혁 九단   | 2-1  | 왕리청 九단      |
| 4    | 2002-2003 | 이창호 九단   | 2-0  | 하네 나오키 九단 |
| 5    | 2003-2005 | 이창호 九단   | 2-1  | 저우허양 九단    |
| 6    | 2006-2007 | 구리 九단     | 2-0  | 창하오 九단      |
| 7    | 2008-2009 | 창하오 九단   | 2-0  | 이창호 九단      |
| 8    | 2010-2011 | 이세돌 九단   | 2-1  | 셰허 七단        |
| 9    | 2012-2013 | 천야오예 九단 | 2-1  | 이세돌 九단      |
| 10   | 2014-2015 | 구리 九단     | 2-0  | 저우루이양 九단  |
| 11   | 2016-2017 | 탄샤오 八단   | 2-1  | 박영훈 九단      |
| 12   | 2018-2019 | 박정환 九단   | 2-0  | 박영훈 九단      |
| 13   | 2020-2021 | 신진서 九단   | 2-0  | 탕웨이싱 九단    |
| 14   | 2022-2023 | 변상일 九단   | 2-0  | 리쉬안하오 九단  |
| 15   | 2024-2025 | 양카이원 九단 | 2-1  | 박정환 九단      |